# Walter Kadow
Walter Kadow (ur. 1863, zm. 1923) – niemiecki nauczyciel szkolny zamordowany przez swojego niedawnego ucznia – Martina Bormanna oraz Rudolfa Hößa.
Kadowa podejrzewano o wydanie francuskim władzom okupacyjnym Alberta Leo Schlagetera – działacza Freikorpsu w Zagłębiu Ruhry, który za działalność dywersyjną został skazany w 1923 na karę śmierci.
Za zabójstwo Kadowa Rudolf Höß został skazany na 10 lat więzienia (wyszedł po 6 latach na mocy amnestii), a Bormann za współudział został skazany na rok więzienia.